# Лавендел, Эгон Эдгарович
Э́гон Ла́венделис (латыш. Egons Lavendelis, в русском написании также Лавендел; 20 декабря 1934, Рига — 18 октября 2023) — латвийский и советский учёный. Доктор технических наук (СССР), хабилитированный доктор (Латвия). Профессор РТУ. Почётный академик АН Латвии, академик Европейской академии наук, академик Международной академии наук экологии и безопасности жизнедеятельности, академик Международной академии инженерных наук. Лауреат государственной премии Латвии. Лауреат Большой медали АН Латвии и кавалер Ордена Трёх звёзд. Заслуженный деятель науки Латвии. Член национального комитета по теоретической и прикладной механике РФ. Иностранный член Российской инженерной академии. Ректор РТУ. Член партии «LPP/LC».

## Биография
Эгон Лавендел родился в Риге 20 декабря 1934 года.
В 1952 году закончил Рижский индустриальный политехникум по специальности «Холодная обработка металлов».
Окончил механический факультет Латвийского государственного университета им. П. Стучки в 1957 году и был приглашён на работу в alma mater ассистентом на механический факультет.
С 1958 года перешёл на работу в Рижский политехнический институт, где преподавал до 2000 года. Ассистент, доцент, старший научный сотрудник, заведующий кафедрой сопротивления материалов с 1964-го по 1985 год.
С 1985 года — проректор по научной работе, ректор Рижского политехнического института им. А. Пельше, с 1990-го по 1999 год — Рижского технического университета.
С 1994-го по 1998 год был директором Института механики РТУ.
В 2000 году стал генеральным директором рижского муниципального предприятия «Getliņi Eko» и работал в этой должности до 2003 года. Он успешно внедрил на рижской городской свалке технологию получения электроэнергии из биогаза, получаемого при разложении органики.
В том же году стал членом правления рижского Института транспорта и связи.
В 2004 году создал предприятие Zeta tehnoloģija, специализировавшееся на разработке технических решений для рекультивации полигонов отходов.
В 2006 году стал председателем совета предприятия Ekodoktrina, разрабатывавшего технологии получения энергии из отходов.

## Общественная деятельность
Э. Э. Лавендел избирался депутатом Верховного Совета Латвийской ССР (1987—1989).
С 1986-го по 1995 год Э. Лавендел руководил Латвийским советом ректоров, в 1995-96 годах возглавлял Ассоциацию технических университетов Балтийских стран.
С 1992 года был членом правления Национального комитета по механике и вошёл в редколлегию научного журнала Plaste und Kautschuk.
В 1994—1997 представлял Латвию в комиссии по высшему образованию Евросовета.
С 1996-го по 2001 год он также являлся членом Сената Латвийской академии наук.
В 1997 году был избран в Рижскую думу от списка партии «Саймниекс».
В 1999—2001 годах входил в латвийский Совет по народному хозяйству.
В 2016 году Латвийский союз строительных инженеров пригласил Лавендела оценить результаты экспертизы причин обрушения магазина «Максима» в рижском микрорайоне Золитуде, в результате которого погибли 54 человека. В ходе обсуждения был сделан вывод о том, что все происходившее до трагедии было целенаправленным движением к ней. Происходившие до этого аварии замалчивались, поскольку не было жертв, однако причиной этих происшествий были не столько поверхностность и халатность, сколько недостаток образования и компетентности. Инженеры не говорили открыто об этих случаях и не анализировали их, чтобы учиться на печальном опыте. «Чего же не понимают и не знают инженеры в механике? — спрашивал Лавендел. — Коммерческий рынок компьютерных программ рекламирует решения для всех проблем механики, но выпускники средних школ математику осваивают в среднем на 50 %, тогда как выпускной экзамен по физике сдают лишь некоторые. Они учатся, пытаясь освоить стандартные ситуации, но таковых в жизни практически нет. Молодые инженеры полагаются на компьютер и не способны думать и действовать вне стандарта».

## В международных организациях
В 1987 году избран членом Российского национального комитета по теоретической и прикладной механике.
В 1990 году избран иностранным членом Международной академии инженерных наук (International Engineering Academy of Sciences).
В 2002 году избран членом Европейской академии наук (European Academy of Sciences) по отделению инженерных наук «за выдающийся вклад в инженерную механику и инженерное образование».

## Награды
- Премия Цандера Академии наук Латвийской ССР за вклад в инженерные науки (1987)[5][6].
- Заслуженный деятель науки и техники Латвийской ССР (1984)[5].
- Государственная премия Латвийской ССР в области науки (1989)[6].
- Большая медаль Латвийской академии наук за творческие достижения в науке и высшем образовании (1994)[6].
- Почётный доктор (Dr.honoris causae) Каунасского университета (1998)[5].
- Орден Трёх звёзд 4 степени (2000)[6].
- Заслуженный учёный государства (Valsts Emeritētais zinātnieks, 2003)[5].
- Ломоносовская медаль Международной академии наук экологии и безопасности жизнедеятельности[5].

## Публикации

### Вклад в науку
Э. Э. Лавендел — автор более 550 научных трудов, в том числе 4 монографий и 8 учебников. Он участвовал в 150 научных проектах и руководил ими.
В сфере его научных интересов — теория машин и механизмов, синтез систем динамических машин, теория высокоэластичных материалов.
В 1980 году изданием книги «Прикладные методы расчета изделий из высокоэластичных материалов» завершилась проводившаяся под руководством профессора Лавендела разработка методов расчета на ЭВМ подобных изделий (в коллективе работали С. И. Дымников, А.-М. А. Павловские, М. И. Сниегс). Были проведены исследования, позволившие создать алгоритмы решения и универсальные вычислительные программы для получения численных решений статических и динамических задач, с учётом несжимаемости и слабой сжимаемости материала и влияния предварительного нагружения конструкций.
В последние годы Эгон Эдгарович занимался проектированием полигонов бытовых отходов и использованием получаемой при их переработке энергии.
В 1987 году Лавендела избрали членом-корреспондентом Академии наук Латвийской ССР, в 1989 году — действительным членом академии